# Ybbstalské Alpy

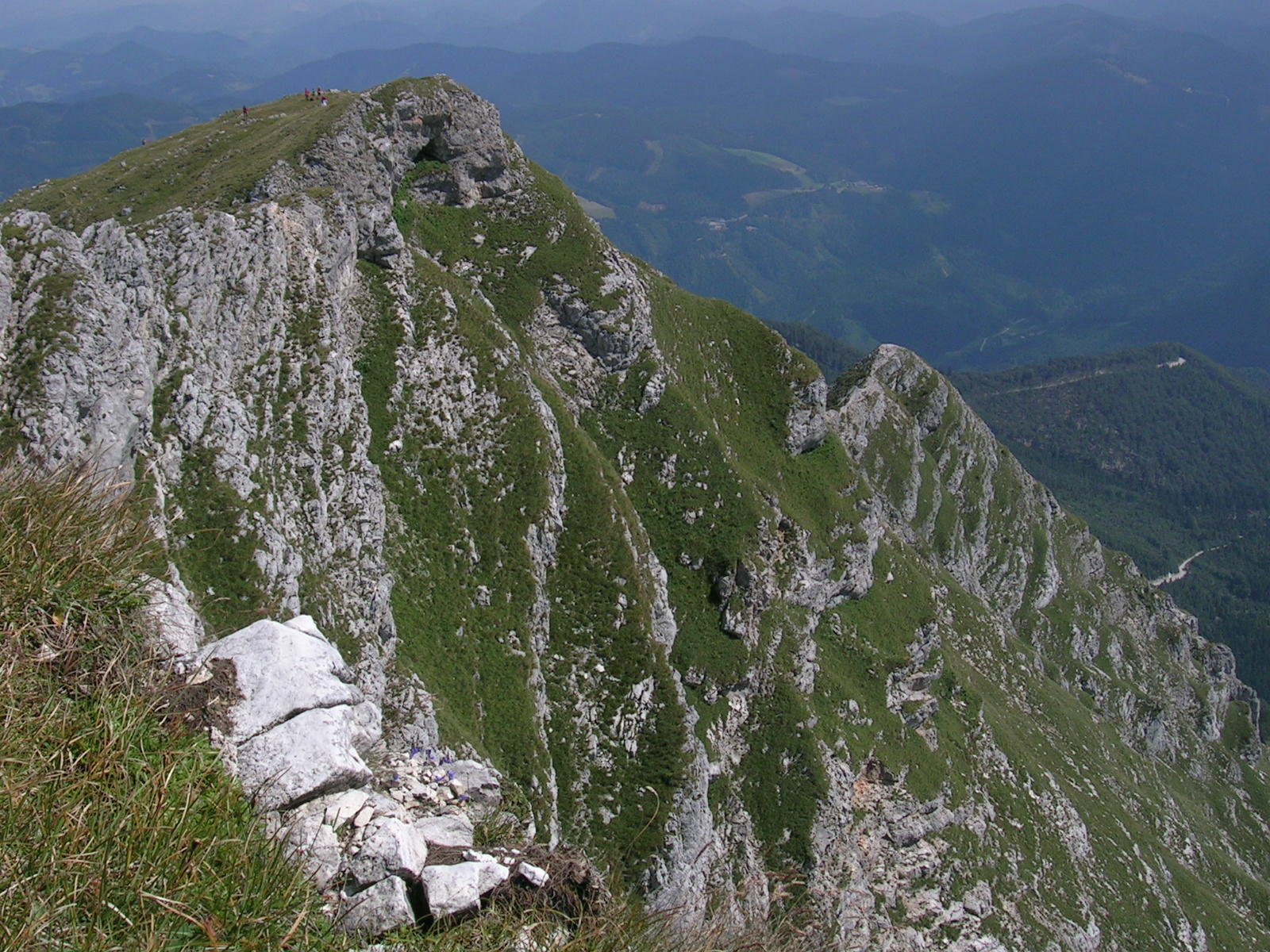
Ötscher - hřeben Rauherkamm

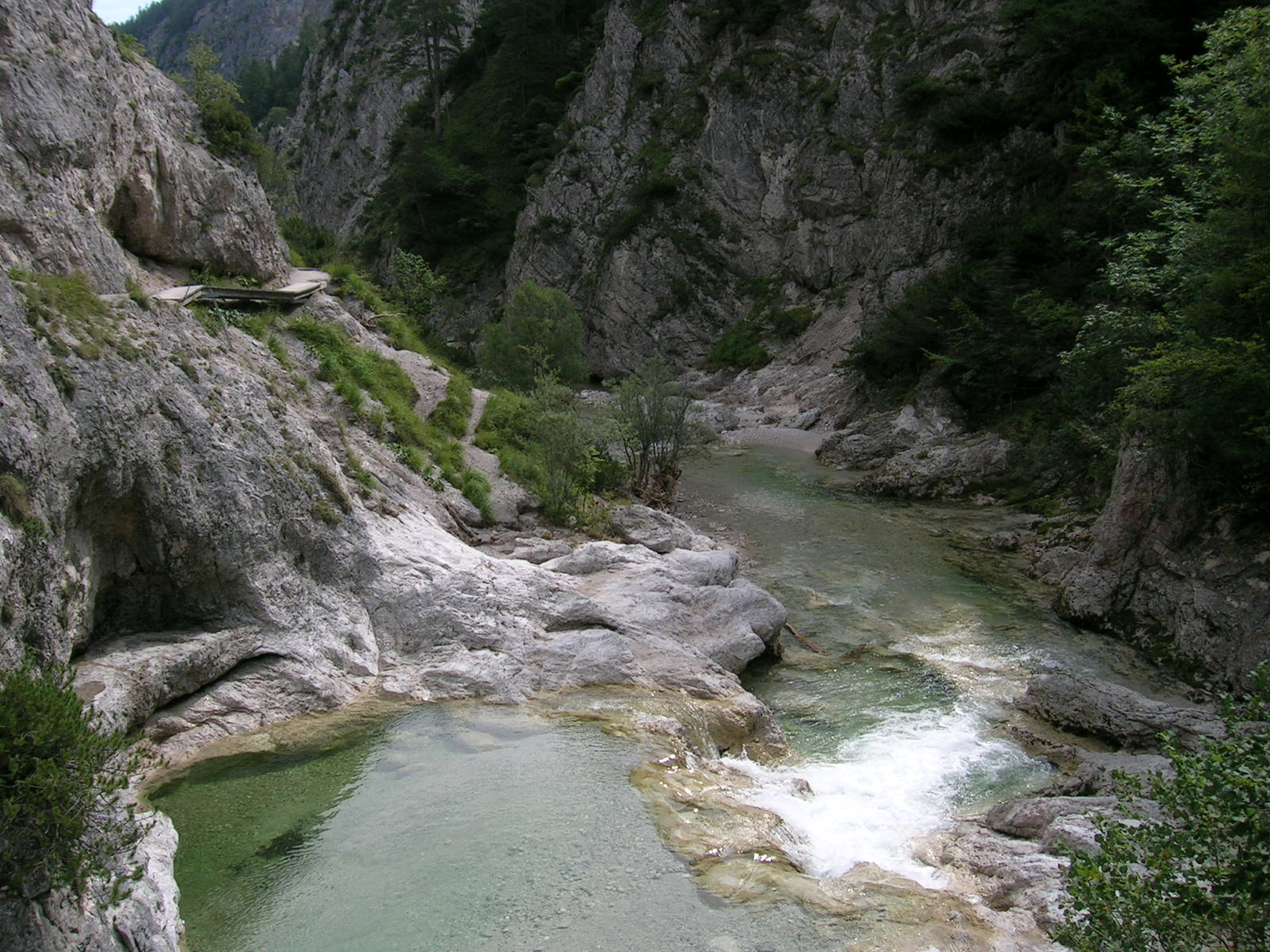
v přírodním parku Östcher-Tormäuer

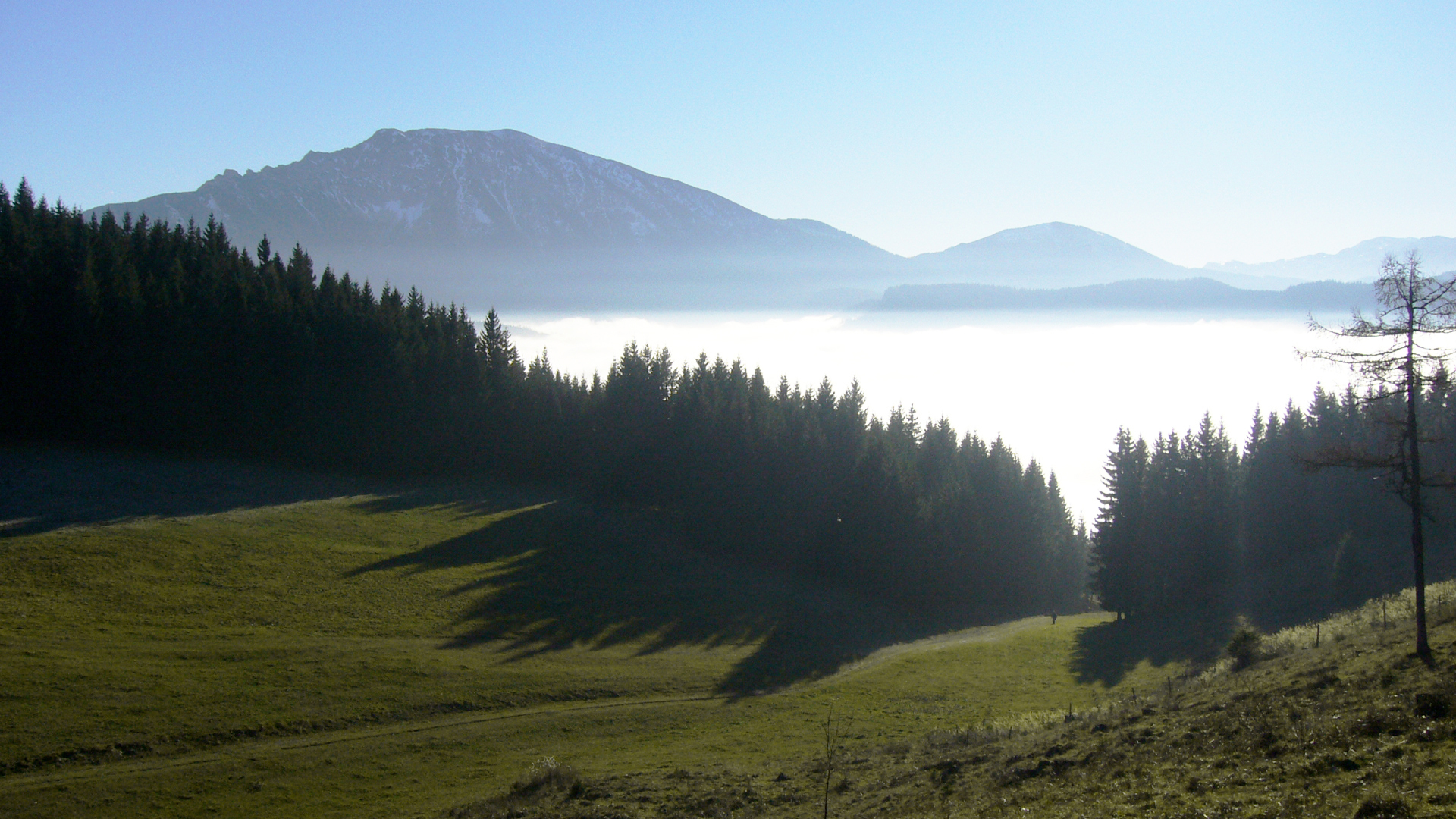
okolí města Scheibbs, oblast Eisenwürzen

Ybbstalské Alpy jsou rozsáhlé a na první pohled nepřehledné, vápencové pohoří ležící na jih od řeky Dunaj na území spolkových zemí Horní Rakousko, Dolní Rakousko a Štýrsko v Rakousku. Nesou jméno podle místní významné řeky Ybbs.

## Geologie
Pohoří je tvořeno především vápencem, který má na svědomí výskyt četných krasových jevů – soutěsky, jeskyně a propasti. Sever území je tvořen částečně z flyše (jíly, slín a pískovec).

## Ochrana přírody
V Ybbstalských Alpách leží přírodní park Ötscher-Tormäuer s krápníkovou jeskyní. Na severu pohoří se nacházejí chráněné přírodní oblasti Wildalpener Salzatal a přírodní park Eisenwürzen. Blízko vrcholu Grosser Ötscher leží jeskyně Ötscherhohlen.

## Členění
Celé Ybbstalské Alpy zaujímají plochu 1 750 km². Masiv dělíme do několika velmi si podobných horských skupin. Plošně největší skupinou je Eisenwürzen, ovládající sever území. Charakter této části hor je více lesnatý, jen s občasnými travnatými vrcholy. Nejvyšším vrcholem je Hochdreizipf. Na tento celek navazuje dále na východě horská skupina Göstlinger Alpen, jakési srdce samotných Ybbstalských Alp. Zde leží skalnaté vrcholy Dürrenstein a Hochkar, které jsou známé především lyžařům svými menšími, avšak výborně vybavenými zimními středisky. Jedním z nejatraktivnějších celků je skupina Tormäuer s osamělým skalním obrem Grosser Ötscher a divokými soutěskami Ötschergraben. Nejvyšší vrchol Ybbstalských Alp – Hochstadl leží v horském masivu Kräuterin na jihu území, který tvoří dlouhý a strmý vápencový hřeben. Mimo tyto hlavní horské skupiny najdeme na území Ybbstalských Alp ještě několik menších masivů – Gamsstein, Königsberg a další.

### Ötscher-Tormäuer
Je rozsáhlým územím (90 km2) původní nedotčené přírody Ybbstalských Alp. Nalézají se zde skalnaté strmé štíty, divoké řeky, vodopády, vápencové jeskyně, hluboké rokliny a zástupci středohorské fauny jako je kamzík, tetřev, vydra, orel apod. Leží zde také místní letovisko Lackenhof (pouze 290 obyvatel, ale 1100 lůžek pro turisty).

## Významné vrcholy
- Hochstadl (1 919 m)
- Ötscher (1 893 m)
- Dürrenstein (1 878 m)
- Hochkar (1 808 m)
- Gamsstein (1 776 m)
- Königsberg (1 466 m)
- Hochdreizipf (1 466 m)

## Klima
Pohoří se vyznačuje po celý rok vysokými srážkami. Celkem asi 150 dnů v roce je zde deštivo či sněží. Podzim bývá hodně slunečný a v zimě obvykle napadá velké množství sněhové pokrývky. Denní teplotní výkyvy zde nejsou tak velké.

## Sídla v oblasti
- Amstetten (23 046 obyv.)
- Ybbs an der Donau (5 812 obyv.)
- Scheibbs (4 345 obyv.)
- Waidhofen an der Ybbs (11 817 obyv.)